# Schwebach
Schwebach (lb. Schweebech) – wieś (Uertschaft) w zachodnim Luksemburgu, w kantonie Redange, w gminie Saeul. Do 3 października 2015 miejscowość leżała w dystrykcie Diekirch. Liczy 152 mieszkańców (31 grudnia 2022).